# Christoph Friedrich Ayrmann
Christoph Friedrich Ayrmann, noto anche con lo pseudonimo di Germanicus Sincerus (Lipsia, 22 marzo 1695 – Gießen, 25 marzo 1747), è stato uno storico tedesco.

## Biografia
Ayrmann iniziò i suoi studi all'Università di Lipsia. Il 20 maggio 1710 si trasferì all'Università di Wittenberg per proseguire negli studi di teologia e acquisì il 16 ottobre 1712 il titolo accademico di Magister in filosofia. Si interessò alla giurisprudenza e, dopo una breve sosta a Lipsia, dal 27 aprile 1720 divenne associato della facoltà di filosofia di Wittenberg.
L'11 novembre 1720 fu nominato professore ordinario di storia all'Università di Gießen. Nel 1732 fu bibliotecario nella biblioteca di Johann Heinrich May il giovane, nel 1735 bibliotecario universitario, e principale nel 1736. Ayrmann ha pubblicato numerosi brevi scritti e trattati di carattere generale, sulla storia dell'Assia, di storia letteraria e di topografia. Con il nome "Germanicus Sincerus" editò anche Velleio Patercolo, Floro, Eutropio, Cesare, Svetonio, Giustino e Terenzio con note in lingua tedesca.

## Opere

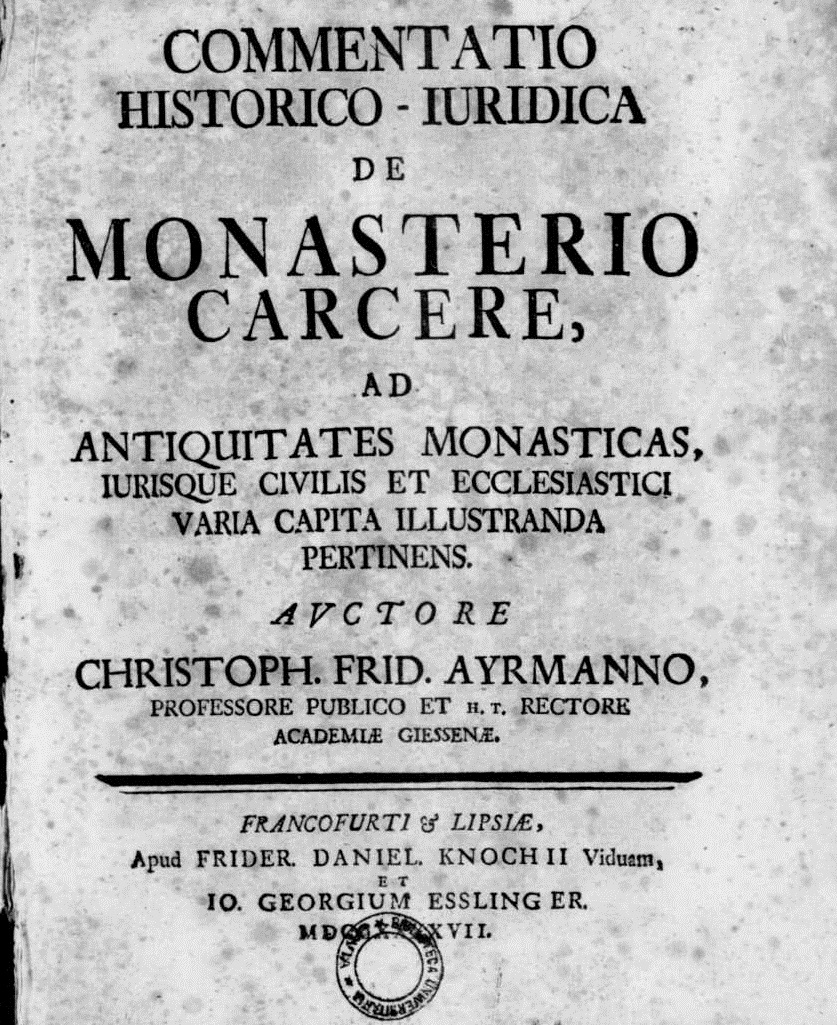
Commentatio historico-iuridica de monasterio carcere, 1747

- (LA) Commentatio historico-iuridica de monasterio carcere, Frankfurt am Main, Knoch & Esslinger, 1747.
- Libellum Postumum de Peregrinis in Hassia Professoribus. EH Lammers, Giessen 1751.